# 一龍斎貞橘
一龍斎 貞橘（いちりゅうさい ていきつ、1979年2月27日 - ）は講談師。講談協会所属。本名∶島根 成利。

## 来歴
日本大学芸術学部放送学科卒業。落語家の春風亭一之輔とは同窓生。
2000年6月 六代目一龍齋貞水に入門、貞橘となる。お江戸日本橋亭で初高座。
2005年10月に二ツ目昇進。
2013年4月に真打昇進。一龍斎一門からは36年ぶりの男性真打となった。

## 芸歴
- 2000年6月 - 六代目一龍齋貞水に入門[1]、「貞橘」を名乗る[1]。
- 2005年10月 - 二ツ目昇進[1]。
- 2013年4月 - 真打昇進[1]。

## 弟子
廃業
- 一龍斎貞太